# 東濃鉄道キハ500形気動車
東濃鉄道キハ500形気動車（とうのうてつどうキハ500がたきどうしゃ）は、かつて東濃鉄道笠原線で使用されていた気動車である。
501、502の2両が存在した。501、502は全く異なる車両であり、元は501は播但鉄道、502は中国鉄道の車両である。2両とも笠原線の旅客営業廃止まで運用された。

## 501

### 概要
元々は播但鉄道のレ15であり、1931年（昭和6年）3月に梅鉢車輌で製造された気動車で、半鋼製のボギー車（機械式）である。両側には鮮魚台（バケット）が設置され、定員80名、窓配置は2D8D2である。
1941年（昭和16年）にキハ500に改番し、1942年（昭和17年）には木炭ガス発生装置を搭載する。播但鉄道が国鉄に買収されるとキハ40305となった。
1953年（昭和28年）国鉄から東濃鉄道に譲り受けられる。そのさい、機関をディーゼルエンジンに換装。鮮魚台部分を車体に改造し、窓配置は3D8D3、定員を92名とした。笠原線の大型車輌として、1971年（昭和46年）6月13日の笠原線の旅客鉄道営業休止まで運用された。

### 主要諸元
- 全長：13,340mm
- 全幅：2,642mm
- 全高：3,680mm
- 自重：16.5t
- 定員：92名（座席40名）
- 走行装置
  - 機関：日野DA57 100PS/1300rpm
  - 変速機：機械

## 502

### 概要
元々は中国鉄道のキハニ172であり、1934年（昭和9年）に日本車輌で製造されたのガソリンカーで、半鋼製のボギー車（機械式）である。荷物室があり、荷物室側には鮮魚台が設置されていた。ガソリンエンジンはウォーケシャ6-RB (78ps) を搭載していた。
1942年（昭和17年）には木炭ガス発生装置を搭載する。中国鉄道が国鉄に買収されたさいは車籍が与えられず1944年（昭和19年）に廃車された。
1952年（昭和27年）に防石鉄道が購入し、キハニ101に改番される。導入時に機関をディーゼルエンジンに換装。1964年（昭和39年）に防石鉄道の廃止まで運用され、廃車となった。
1965年（昭和40年）に東濃鉄道が購入。荷物室を廃止し客室化した。しかし旧・荷物室の扉や鮮魚台はそのままであり、窓配置は1D2D8D4と変則的であった。笠原線で最も大型の車輌として、1971年（昭和46年）6月13日の笠原線の旅客鉄道営業休止まで運用された。

### 主要諸元
- 全長：17,090mm
- 全幅：2,730mm
- 全高：3,940mm
- 自重：18.0t
- 定員：100名（座席42名）
- 走行装置
  - 機関：日野DA54 80PS/1200rpm
  - 変速機：機械